# Inoka Ranaweera
Inoka Ranaweera (* 18. Februar 1986 in Balapitiya, Sri Lanka) ist eine sri-lankische Cricketspielerin, die seit 2012 für die sri-lankische Nationalmannschaft spielt.

## Aktive Karriere
Ihr Debüt in der Nationalmannschaft gab sie in der WODI-Serie bei der Tour in den West Indies im April 2012. Ihr erstes internationales WTwenty20 bestritt sie beim ICC Women’s World Twenty20 2012 und konnte dabei gegen Südafrika 2 Wickets für 15 Runs und gegen die West Indies 2 Wickets für 9 Runs erzielen. Beim Women’s Twenty20 Asia Cup 2012 erreichte sie gegen Bangladesch 3 Wickets für 9 Runs. Beim Women’s Cricket World Cup 2013 war ihre beste Leistung 2 Wickets für 27 Runs gegen Neuseeland. Bei der Tour gegen Pakistan im Januar 2015 erreichte sie 3 Wickets für 28 Runs in den WODIs. Im November folgte dann eine Tour in Neuseeland, bei der sie 4 Wickets für 53 Runs erreichte. In Vorbereitung auf den ICC Women’s World Twenty20 2016 konnte sie in Indien 3 Wickets für 10 Runs erreichen, jedoch beim Turnier selbst nicht überzeugen. In der Saison 201/17 erreichte sie 3 Wickets (3/20) gegen Australien und gegen England zwei Mal 3 Wickets (3/48 und 3/38) erzielen. Beim Women’s Cricket World Cup 2017 konnte sie gegen Indien (2/55) und die West Indies (2/56) zwei Mal 2 Wickets erreichen. Im Februar 2019 erzielte sie in Südafrika 3 Wickets für 23 Runs. Bei der Tour gegen Indien im Juli 2022 erreichte sie 4 Wickets für 39 Runs. Bei den Commonwealth Games 2022 erreichte sie im ersten Spiel gegen England 3 Wickets für 29 Runs, bevor sie in der folgenden Begegnung gegen Neuseeland 3 Wickets für 30 Runs erzielte. Beim Women’s Twenty20 Asia Cup 2022 gelangen ihr 4 Wickets für 7 Runs gegen Bangladesch, wofür sie als Spielerin des Spiels ausgezeichnet wurde. Im Februar reiste sie mit dem Team nach Südafrika für den ICC Women’s T20 World Cup 2023, wo sie gegen den Gastgeber 3 Wickets für 18 Runs erreichte.